# .400 Legend
Набій .400 Legend, також відомий як 400 LGND (10x42mmRB), це проміжний гвинтівковий набій з прямою гільзою стандартизований SAAMI, який розробила компанія Winchester Repeating Arms. Набій було розроблено для використання на полюванні на оленів у тих штатах, які мають специфічні правила на використання набоїв центрального запалення з прямими гільзами. Він розроблений для полювання на оленів на максимально ефективній відстані до 300 ярдів (270 м).

## Опис
Набій .400 Legend можна використовувати в самозарядних гвинтівках типу AR-15.

## Історія
14 квітня 2023 року компанія Winchester Ammunition представила набій .400 Legend. Sporting Arms and Ammunition Manufacturers' Institute (SAAMI) анонсував стандартизацію нового набою та патроннику 15 січня 2023 року.
Набій .400 Legend замінив набій .401 Winchester Self-Loading для гвинтівки Winchester Модель 1910, а також кустарний набій 2014 року .400 AR розроблений для гвинтівок типу AR-15.

## Технічне креслення
Посилання на креслення набою та патронника SAAMI.

## Використання
Набій .400 Legend було розроблено для полювання на оленів з використанням сучасного набою з прямою гільзою який би був потужнішим і більш ефективним на великих відстанях ніж набій .350 Legend.

### Законодавство штатів
Набій .400 Legend орієнтований на швидкозростаючий сегмент ринку, який знаходиться в штатах де полюють на оленів з використанням набоїв з прямими гільзами. Зараз збільшується кількість штатів де дозволяють використовувати для полювання гвинтівки з набоями з прямими гільзами, хоча до цього там можна було використовувати лише дульнозарядну зброю або рушниці.
Набій .400 Legend було розроблено для полювання на оленів в штатах де діють особливі правила, які вимагають використання набоїв з прямими гільзами, наприклад, Огайо, Айова, громадські землі Індіани та в регіоні південного нижнього півострову Мічиган. В штаті Іллінойс також дозволено використовувати набої з прямою гільзою при використанні з пістолетами або однозарядними гвинтівками. Це має бути револьвер або однозарядний пістолет під набій центрального запалення .30 калібру або більше з мінімальною довжиною стволу 4 дюйми (100 мм). Однозарядні гвинтівки під ці специфічні калібри стали легальними з 1 січня 2023 року.
вила полювання на оленів в штаті Огайо дозволяють використовувати гвинтівкові набої з прямою гільзою з мінімальним калібром ,357 дюйма (9,1 мм).
Правила штату Індіана не вимагають використання набоїв з прямими гільзами. При полюванні на приватних територіях можна використовувати будь-які набої центрального запалення з кулями діаметром понад .243 in (6.2 мм). Але при полюванні на громадських територіях правила вимагають використовувати набої з мінімальною та максимальною довжиною гільз 1,16 дюйма (29 мм) та 1,8 дюйма (46 мм), відповідно, і з мінімальним діаметром кулі ,357 дюйма (9,1 мм), але не визначають форму гільзи. В штаті Індіана дозволено використовувати набої з прямими та пляшкоподібними гільзами, прикладом є набій .458 SOCOM.